# Teresa d'Avila
Teresa d'Avila, o di Gesù, al secolo Teresa Sánchez de Cepeda Dávila y Ahumada (Avila, 28 marzo 1515 – Alba de Tormes, notte tra il 4 e il 15 ottobre 1582), è stata una religiosa e mistica spagnola.
Entrata nel Carmelo de la Encarnación di Avila a vent'anni, scappata di casa, dopo un travagliato percorso interiore che la condusse a quella che definì in seguito la sua "conversione" (a trentanove anni), divenne una delle figure più importanti della Riforma cattolica grazie alla sua attività di scrittrice e fondatrice delle monache e dei frati Carmelitani Scalzi, e grazie alla fondazione di monasteri in diversi luoghi di Spagna, e anche oltre (prima della sua morte venne fondato un monastero di Scalzi a Lisbona). Morì ad Alba de Tormes nel 1582 durante uno dei suoi viaggi.
Fu autrice di diversi testi nei quali presenta la sua dottrina mistico-spirituale e i fondamenti e le origini del suo ideale di Riforma dell'Ordine carmelitano. La sua opera maggiormente celebre è Il castello interiore (intitolato anche Mansioni), itinerario dell'anima alla ricerca di Dio attraverso sette particolari passaggi di elevazione, affiancata dal "Cammino di perfezione", e dalle "Fondazioni" nonché da molte massime, poesie e preghiere, alcune delle quali particolarmente celebri.
Proclamata beata nel 1614 e poi santa da papa Gregorio XV nel 1622, fu annoverata tra i dottori della Chiesa nel 1970 da Paolo VI, circa un mese prima di Caterina da Siena.
Precisamente, fu la prima donna nella storia della Chiesa a ricevere questo titolo.

## Biografia

### Primi anni
Teresa de Ahumada nacque il 28 marzo 1515, terzogenita di Alfonso Sánchez de Cepeda e di Beatrice de Ahumada.
Il padre, di origine toledana e di stirpe ebraica, s'era unito in prime nozze con Caterina del Peso (morta l'8 settembre 1507), figlia d'una nobile famiglia d'Avila, dalla quale erano nati due figli, Giovanni Vazquez de Cepeda e Maria de Cepeda. Dopo la morte di Caterina, Alfonso si unì in seconde nozze con Beatrice de Ahumada, dalla quale nacquero altri nove figli: Fernando Ahumada, Rodrigo de Cepeda, Teresa de Ahumada, Lorenzo de Cepeda, Antonio de Ahumada, Pietro de Ahumada, Gerolamo de Cepeda, Agostino de Ahumada e Giovanna de Ahumada.
Avila, capoluogo della regione di Castiglia e León, ospitava un'importante comunità dedita alle attività commerciali, che conviveva pacificamente con cristiani e musulmani. Il nonno, Juan Sánchez, era un ricco mercante di lane e sete di famiglia conversa (cioè convertita dall'ebraismo alla fede cattolica), trasferitosi da Toledo ad Avila all'inizio del Cinquecento.
La famiglia s'era stabilita dal 1505 nell'ex palazzo della Zecca cittadina, vicino alla porta di Monte Negro, per tal motivo denominato de la Moneda. Pochi gli episodi conosciuti sull'infanzia della piccola Teresa. Fra di essi è noto il tentativo di fuga intrapreso col fratello Rodrigo verso un immaginario paese dei mori, dove i due bambini, pensando alle vicende dei martiri, speravano di versare il sangue per la fede. La vita familiare è descritta dalla stessa Teresa, nella sua Autobiografia, a brevi pennellate: «Mio padre era uomo di grande carità coi poveri e pieno di compassione per i malati»; «mia madre era molto virtuosa; si comportò dappertutto con grandissima onestà. Era molto bella, ma non si vide mai che facesse caso della sua bellezza. Era mite, di grande intelligenza». E, ricorda ancora Teresa, era anche appassionata di romanzi cavallereschi, passione rimproverata dal marito, il quale proibì ai figli di leggerne.
Gli anni dell'adolescenza furono trascorsi dalla giovane Teresa in compagnia dei numerosi fratelli e dei cugini della casa attigua, i de Cepeda: Pietro, Francesco, Giovanni, Diego, Vincenzo, Agnese, Anna e Geronima. Per uno di essi, sembra provasse anche un forte sentimento d'affetto che il confessore consigliò di coltivare in preparazione a un futuro fidanzamento. Severo resta il suo giudizio nei confronti d'una delle cugine, rimasta anonima, per la sua vanità nel vestirsi e nell'abbigliarsi ricordando in seguito, rimproverandosene, come anche lei avesse preso parte a queste perdite di tempo. Dopo il primo grave lutto, la morte del fratello maggiore Giovanni in battaglia nel 1524, seguì la perdita della madre Beatrice, già da tempo sofferente, tra il 1529 e il 1530.

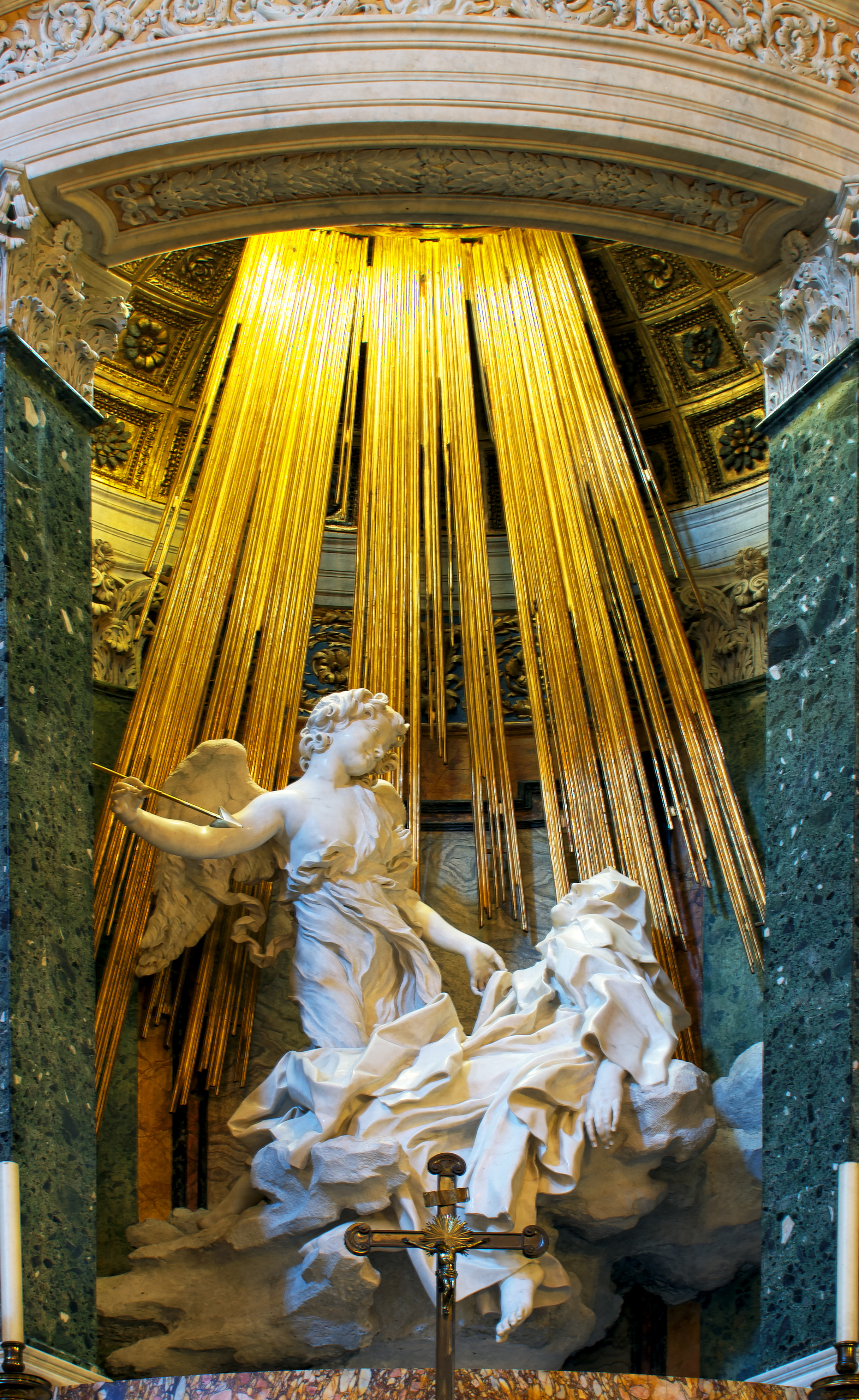
La scultura Estasi di santa Teresa d'Avila di Gian Lorenzo Bernini, situata nella chiesa di Santa Maria della Vittoria a Roma

Subito dopo la giovane venne mandata dal padre a completare la sua educazione presso il monastero delle agostiniane di Nostra Signora delle Grazie ad Avila, dove entrò dopo il matrimonio della sorella Maria con don Martino Guzman y Barrientos, a Villatoro nel 1531. Lì fu per la giovane Teresa parecchio influente la figura della maestra delle educande Maria Briceno, che con i suoi insegnamenti e i suoi discorsi condusse la fanciulla alla prima vera crisi esistenziale: «Avevo tanta paura che mi venisse la vocazione religiosa — ella stessa scrisse — ma nel medesimo tempo sentivo una gran paura anche per lo stato matrimoniale».

### Ingresso in monastero

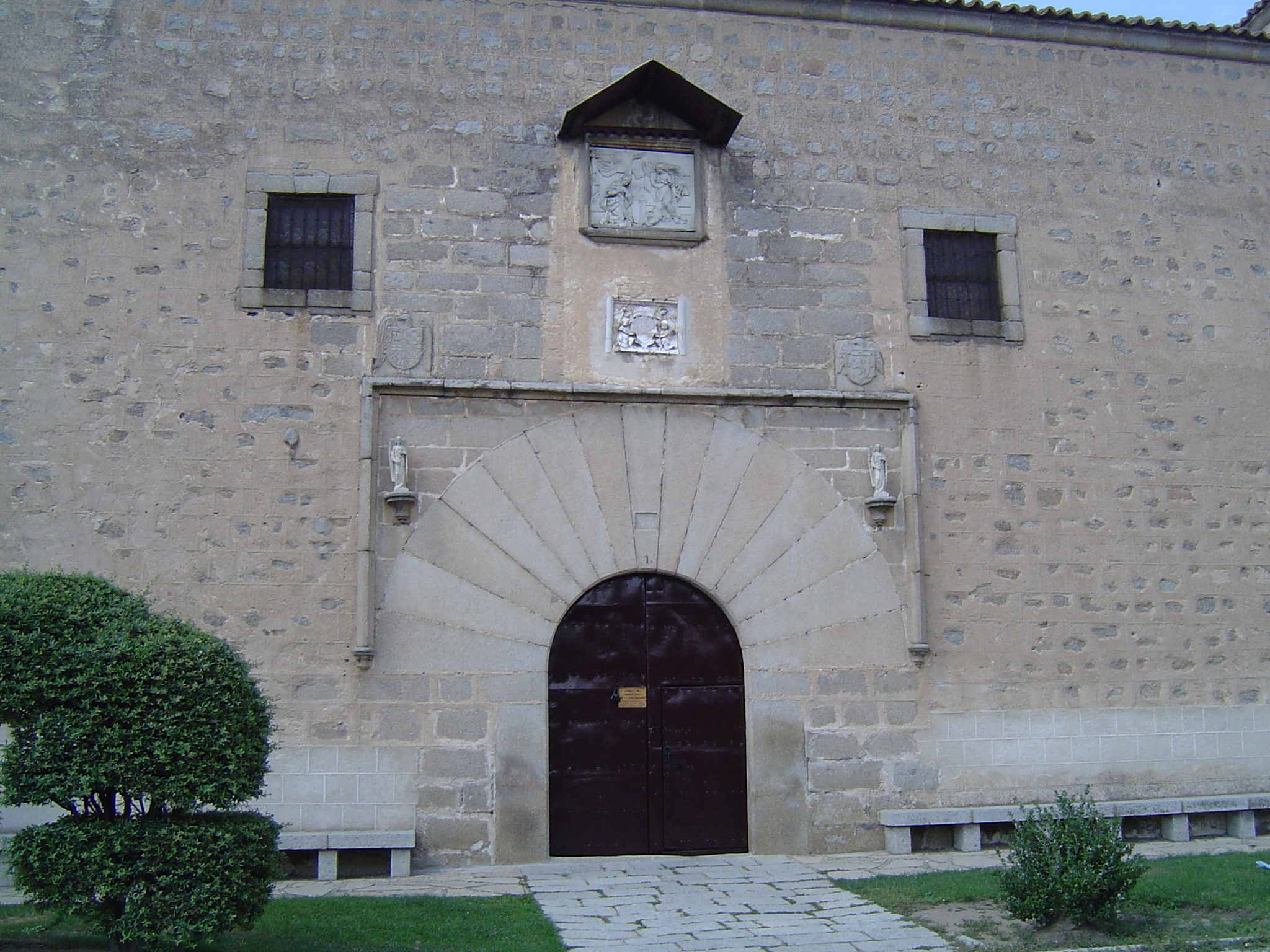
Monastero dell'Incarnazione di Avila

Una grave malattia costrinse, nel 1532, Teresa a tornare alla casa paterna. Per potersi ristabilire, ancora degente, si trasferì per un soggiorno campagnolo presso la sorella Maria a Castellanos de la Cañada. Durante il viaggio ebbe un nuovo incontro con lo zio paterno Pietro Sánchez de Cepeda, che dopo la morte della moglie s'era ritirato a vita solitaria, il quale offrì alla giovane diversi libri di spiritualità.
Tornata da Castellanos, Teresa si dedicò alla vita di famiglia, dirigendo la casa paterna per tre anni, durante i quali anche il fratello Rodrigo, cui ella era molto affezionata, intraprese un viaggio oltreoceano verso le nuove colonie spagnole in America, dove cadde in battaglia nel Cile contro gli Araucani. L'agosto e l'ottobre del 1536 furono per Teresa il tempo della cosiddetta "grande crisi", durante la quale ella prese la ferma decisione di entrare in monastero presso le carmelitane dell'Incarnazione di Avila.
La risposta del padre, Alfonso, fu quanto mai severa: egli non avrebbe mai accettato l'ingresso della figlia in convento, «il più che si poté ottenere — scrive la stessa Teresa — fu il permesso di fare quello che avrei voluto, dopo la sua morte». Dopo alterni tentativi e interventi di familiari e amici, la giovane, ancora fermamente risoluta, decise di fuggire dalla casa paterna insieme al fratello Antonio, appena quindicenne. I due, allontanatisi insieme, si separarono alle porte del convento delle carmelitane dove la giovane fu accolta dalle monache, con le quali aveva preso accordi precisi nei giorni precedenti. Diversamente avvenne per Antonio: respinto dai domenicani, dei quali desiderava far parte, e dai frati di San Gerolamo, a causa di una grave malattia, decise di partire anche lui per le Americhe dove morì, nella battaglia di Quito, sui monti dell'Ecuador.

### I primi anni all'Incarnazione e la grave malattia (1536-1542)

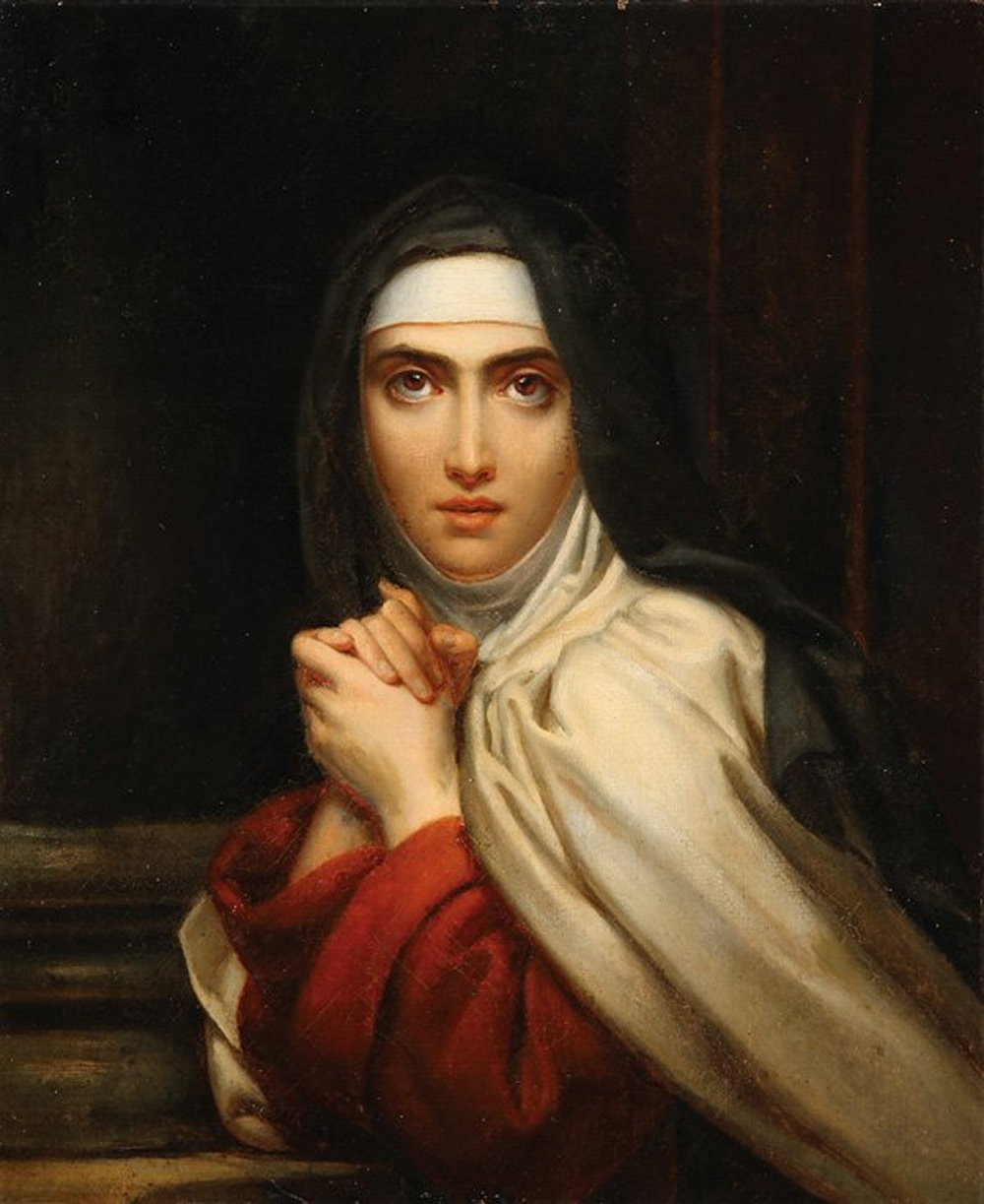
Teresa d'Avila, François Gérard, 1827, Parigi

Subito dopo l'ingresso di Teresa, rassegnato il padre Alfonso entrò in trattative con le monache del monastero per stabilire la dote della figlia: venticinque moggi di pane, per metà grano e per metà orzo nonché duecento ducati d'oro. A essi il ricco genitore avrebbe ancora aggiunto il prezioso corredo. Nell'autunno del 1536 ebbe così luogo la cerimonia dell'ammissione al noviziato dove la giovane, circondata dalle monache in capitolo, fu accolta dalla madre priora Francesca del Aguila. Il 2 novembre dello stesso anno fu invece celebrata la solenne vestizione durante la quale Teresa assunse il tipico abito delle monache carmelitane. Cominciava per lei l'anno di noviziato come ella stessa racconta in vari brani della sua Autobiografia, con il quale si preparava alla professione, che ebbe finalmente luogo il 3 novembre 1537, dopo un lungo periodo di travaglio intimo, da lei stessa paragonato a quello che aveva già dovuto vincere per abbandonare la casa paterna.
Non passò lungo tempo che la giovane monaca fu colta da un grave disturbo fisico: «Gli svenimenti aumentarono e mi si aggiunse un mal di cuore così violento che tutti coloro che mi sostenevano ne rimanevano spaventati». Il padre, preoccupato, si vide costretto a condurre via per un certo tempo dal monastero la figlia, le cure ebbero subito inizio nella casa paterna ma i disturbi non diminuirono e don Alfonso si risolse a recarsi a Becedas presso una rudimentale curatrice locale. Lungo il tragitto, durante una sosta presso lo zio Pietro Sánchez a Hortigosa, Teresa ricevette in dono il Tercer Abecedario di Francesco da Osuna, un trattato sull'orazione, che molto avrebbe influito sulla spiritualità della giovane monaca. Le cure ricevute a Becedas non fecero altro che peggiorare la salute di Teresa, la quale, dopo due mesi, fu ridotta in fin di vita e ricondotta ad Avila dove i medici, all'unanimità, giudicarono il caso come disperato.
Non passarono giorni che la monaca, sfinita dai dolori, sembrò essere davvero morta. Le consorelle in monastero giunsero perfino a scavarle il sepolcro mentre uno dei familiari fece cadere sulle sue palpebre un po' di cera per vederne le reazioni. Solo don Alfonso insistette perché non si provvedesse ai preparativi funebri e, come questi aveva pensato, dopo quattro giorni l'agonizzante rinvenne, svilita da atroci sofferenze (debolezza per non aver mangiato nulla, gola riarsa, mal di testa, irrigidimento delle membra) ma viva. Alla fine di maggio del 1539 fece ritorno al monastero e si stabilì all'infermeria, non essendo ancora in grado di riprendere l'usuale vita in cella. Ci vollero all'incirca tre anni perché il suo stato di salute migliorasse.
Diversi furono i tentativi di spiegare questa terribile malattia: chi ipotizzò un caso d'isteria (Jean-Martin Charcot, Hahn), chi una gastrite acuta (P. L. De San), chi la quartana doppia (Imbert Courbeire, Gabriela Chunningame Graham) e chi infine vide in essa il frutto delle rigorose penitenze.
Teresa d'Avila attribuì la sua guarigione all'opera miracolosa di san Giuseppe cui era molto devota.
Da allora iniziò a sperimentare stati di estasi mistica, che durarono per tutta la vita, e a propagare la devozione per il padre di Gesù.

Nel 1581, san Giuseppe fu scelto dall'ordine come proprio patrono e due anni più tardi il capitolo carmelitano di Almodovar decise di consacrare la prima provincia dell'ordine a Maria Vergine e al suo sposo. Complessivamente, furono consacrati a san Giuseppe ben undici dei 70 conventi carmelitani fondati da santa Teresa.

### La "seconda conversione"
A causa del lungo periodo di degenza, Teresa si trovò frattanto piuttosto libera dagli orari della vita claustrale e poté così sviluppare intensi rapporti con esterni, compreso il padre Alfonso, cominciando a intessere una rete di amicizie che molto le sarebbero servite successivamente durante la sua attività di riformatrice. Viene descritta, da coloro che la conobbero, come una donna signorile e nello stesso tempo semplice e brillante, gradevole «nel tratto e nella conversazione, accesa d'amor divino e soave nelle parole»; così che ben presto il parlatorio divenne luogo d'incontro per gli avilesi desiderosi di conoscere e parlare con Teresa.

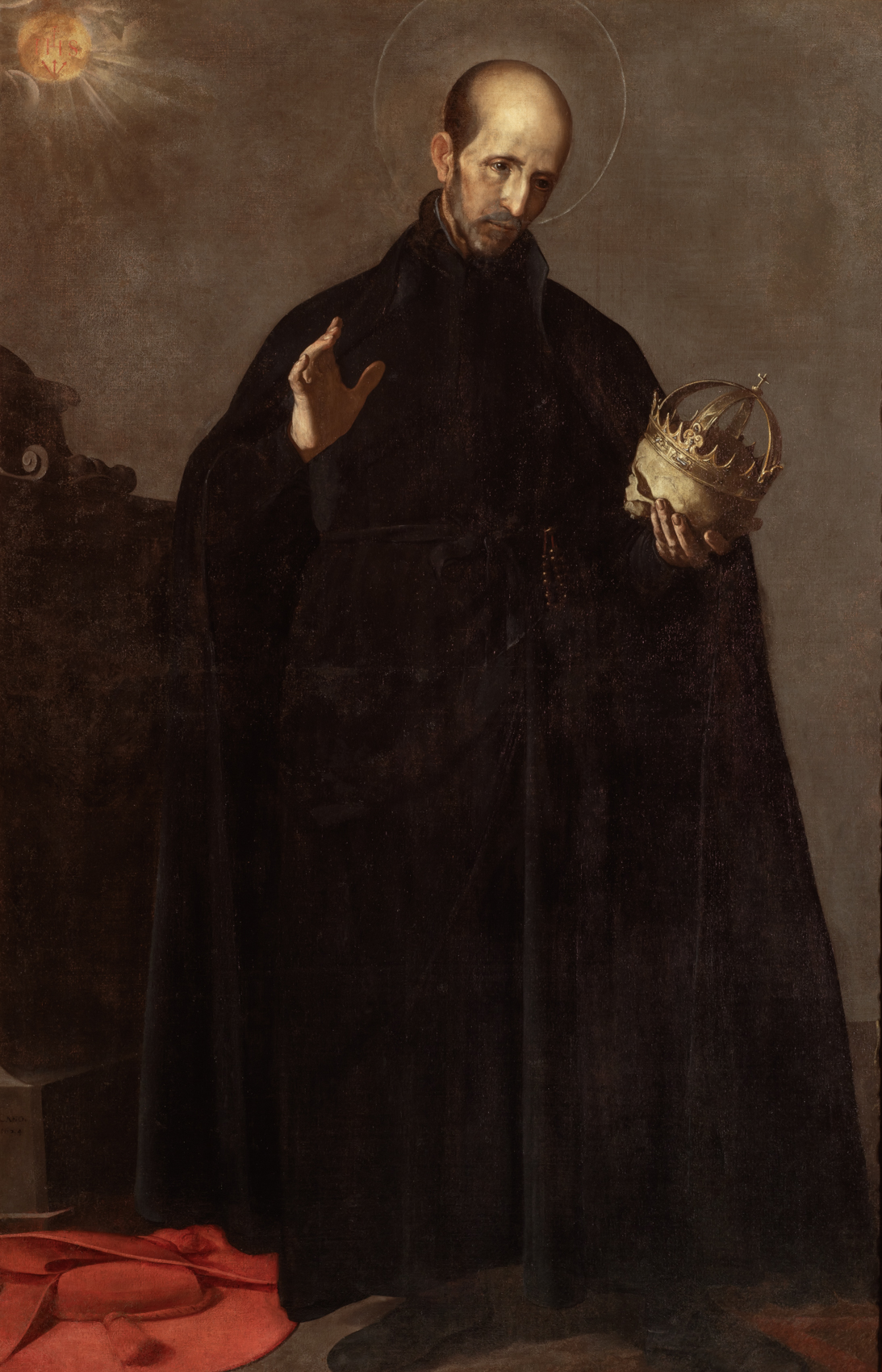
Francesco Borgia

Col passare dei giorni la religiosa cominciò però a ritenere quegli incontri, nonostante fosse parecchio attaccata a essi, una vera e propria perdita di tempo, a causa dei quali ella perdeva i momenti da dedicare alla preghiera. In quello stesso periodo Teresa tornò alla casa paterna per assistere il padre agonizzante, che morì il 24 dicembre 1543, dopo due settimane d'intense sofferenze.
Tra il 1554 e il 1555 avvenne il significativo episodio che avrebbe condotto la religiosa al ribaltamento della propria vita:
(Vita 9,1)
Fu quella che lei stessa definisce come la sua seconda conversione, a seguito della quale cominciò nuovamente a dedicarsi alla preghiera e a ridurre i passatempi. Particolarmente significativa fu per lei la lettura delle Confessioni di sant'Agostino.
Cominciava un lungo periodo d'intensa vita spirituale, durante il quale la religiosa fece le esperienze in seguito descritte nei suoi libri, maturando la sua esperienza carmelitana secondo lo spirito dell'Ordine, leggendo spesso l'Institutio primorum monachorum. Don Gaspar Daza, suo confessore, e Francesco De Salcedo, suo intimo confidente, la ritennero ben presto vittima di illusioni demoniache, accusa per la quale la religiosa soffrì amaramente.
Fondamentale fu per lei la direzione dei padri gesuiti, Diego de Cetina in particolare (che si recò da lei tra il 1555 e il 1556), che ristabilirono alquanto la drammatica situazione in cui ella era incorsa. Si ricordi a tal proposito l'incontro nel 1557 col futuro santo, il gesuita Francesco Borgia, un tempo potente ministro di Carlo V, il quale le ridonò fiducia e la incoraggiò a continuare il suo cammino spirituale. Ci fu anche una corrispondenza epistolare tra i due sebbene queste lettere siano andate perdute. Fino al 1558 Teresa poté intessere continui rapporti con confessori gesuiti, come Giovanni de Pradanos (che sostituì Diego de Cetina trasferito da Avila), essendo per lungo tempo ospite in casa della ricca vedova Jerónima Guiomar de Ulloa, con la quale ella strinse una forte amicizia.

### L'accusa di possessione e il primo incontro con Pietro d'Alcantara
Dopo la partenza del confessore Giovanni de Pradanos, Teresa cominciò a farsi seguire spiritualmente da un sacerdote appena ordinato, il gesuita Baltasar Álvarez, il quale, intimorito sia dalla questione recente della falsa santa Maddalena della Croce sia dalla straordinaria esperienza interiore della figlia spirituale, decise di consigliarsi sul suo caso in una riunione di circa cinque o sei uomini dotti, tra ecclesiastici e laici, fra cui possiamo ricordare il confidente della santa, Francesco de Salcedo, e il suo precedente confessore, Gaspar Daza. Unanime il verdetto: Teresa era vittima di possessione diabolica. «Io ero estremamente paurosa — scrisse ella stessa ricordando quei dolorosi avvenimenti — tanto che alle volte non osavo star sola in una stanza neppure in pieno giorno: il mal di cuore a cui andavo soggetta aumentava per di più i miei timori. Vedendo dunque che tante persone affermavano ciò che io non sapevo ammettere, fui presa da gravissimi scrupoli, temendo che da parte mia ci fosse poca umiltà. Quelle persone infatti erano dotte e di vita incomparabilmente più santa della mia: perché non avrei dovuto credere alle loro parole?». Fu per lei uno dei periodi di maggior tribolazione: le venne proibita la comunione e perfino la solitudine, si pensò di esorcizzarla.
Nel 1560 fu l'intervento del frate francescano Pietro d'Alcántara a dissipare i dubbi della religiosa e quelli dei suoi accusatori. I due ebbero il loro primo incontro in casa di Jerónima de Ulloa, dove Teresa confidò al francescano tutto il proprio dolore e l'intensa sua vita spirituale, e questi non solo la tranquillizzò ma le diede perfino preziosi consigli, avendo egli stesso attraversato simili momenti. «Mi trattò con molto riguardo mettendomi a parte dei suoi pensieri e dei suoi progetti e, vedendo che il Signore m'infondeva dei pensieri tanto coraggiosi di fare anch'io come egli faceva, s'intratteneva con me con visibile soddisfazione». Dall'incontro con l'ascetico francescano sorse pian piano in Teresa quel progetto di Riforma dell'ordine carmelitano che l'avrebbe resa famosa in tutto il mondo.
Sorto sul monte Carmelo, dove alcuni eremiti si erano ritirati in piccoli monasteri, il primo nucleo dell'ordine era stato regolamentato da Alberto, patriarca di Gerusalemme, verso il 1209. Fu nel 1432, precisamente il 15 febbraio, che Eugenio IV, attraverso la "bolla di mitigazione", modificò attraverso diverse concessioni l'austerità della regola originale dei primi monaci del Carmelo. Ora Teresa avrebbe progettato di ricondurre l'ordine alle sue origini: fu una sera nella sua stessa cella, in compagnia di Giovanna Suarez, amica d'infanzia, e altre quattro compagne, che sorse l'intuizione di questa futura riforma del Carmelo. Questo desiderio, fattosi ogni giorno sempre più vivo in lei, condusse la religiosa a chiedere il parere di Pietro d'Alcántara, che in quel tempo similmente era dedito alla riforma dell'ordine francescano in Spagna. Il suo parere fu positivo e il consenso del padre provinciale, Gregorio Fernandez, permise così a Teresa di dare il via ai lavori della fondazione del primo monastero riformato, proprio nella sua città di Avila.

### Il monastero di San Giuseppe ad Avila

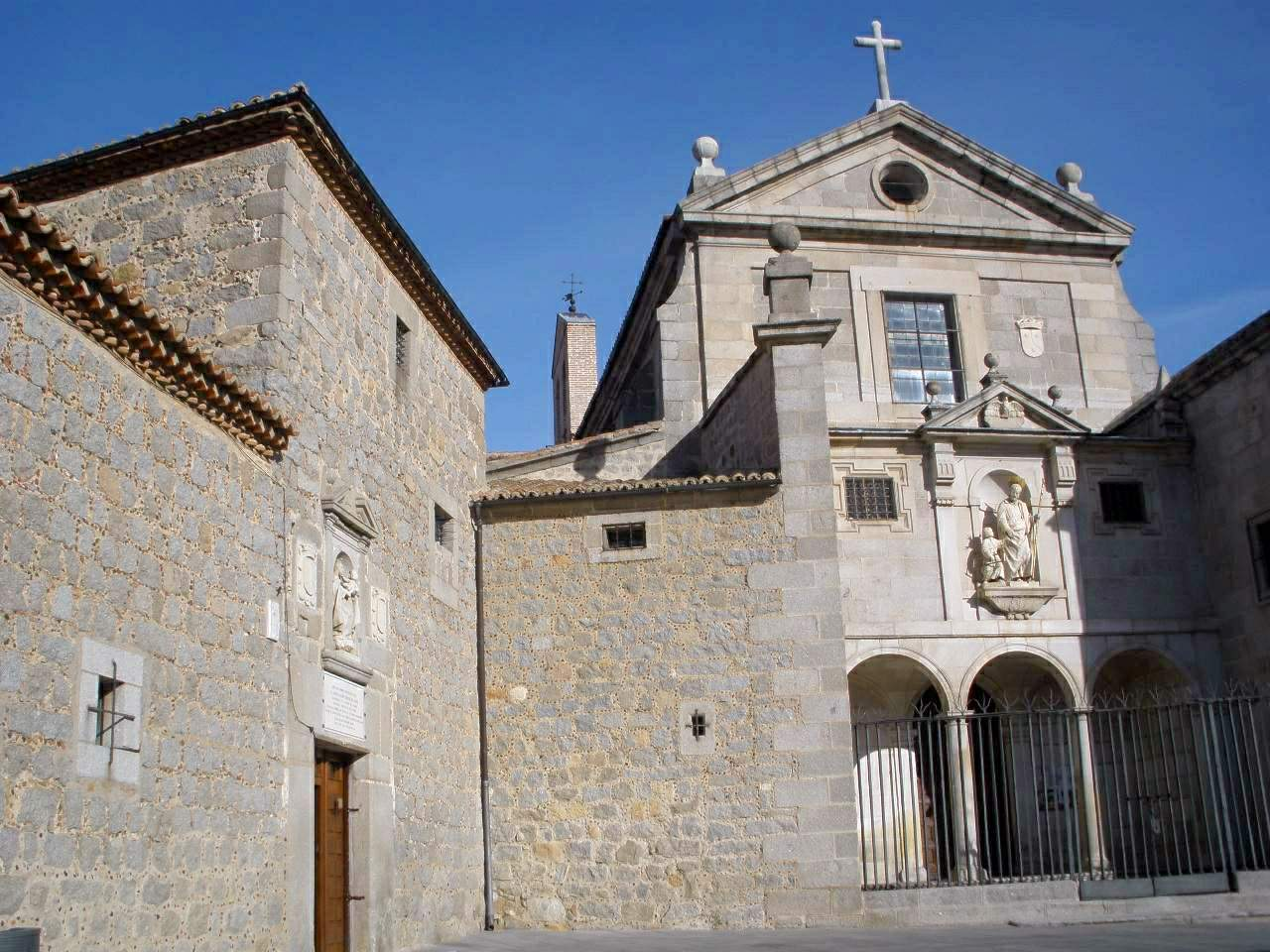
Il monastero di San Giuseppe oggi

«Appena in città cominciarono a conoscere il nostro disegno scrosciò su noi una persecuzione così violenta che sarebbe troppo lungo raccontarla». La città si schierò decisamente contro questo nuovo progetto di riforma, senza considerare le ostilità che si fecero giorno dopo giorno sempre più intense all'interno dello stesso monastero dell'Incarnazione. Dalla parte di Teresa si schierò però, dopo un lungo periodo di riflessione, il domenicano Pietro Ibanez, uno dei più insigni teologi dell'epoca, le cui risposte in difesa della Riforma costrinsero a tacere gran parte dei suoi avversari. Cuore del progetto era un'innovazione che influenzò parecchio il giudizio dei contemporanei: le nuove monache avrebbero vissuto semplicemente di elemosine. Ciò turbò lo stesso provinciale, Gregorio Fernandez, inizialmente propenso a quest'opera di rinnovamento.
Trascorsero all'incirca sei mesi nella continua incertezza finché Teresa non decise di fondare il suo primo monastero in segreto. In accordo con la sorella Giovanna e suo marito Giovanni de Ovalle acquistò una casa ad Avila e cominciò, segretamente, la trasformazione dell'edificio. Le prove nello stesso tempo non si alleggerivano e una sera nella chiesa di San Tommaso, come raccontano Giovanni de Ovalle e sua figlia Beatrice, il predicatore puntò il dito contro la religiosa lì presente, dinanzi a gran parte della cittadinanza, tacciandola di vanità e orgoglio. I lavori continuavano ma un fatto imprevisto avrebbe allontanato Teresa: donna Luisa de la Cerda, ricca signora di Toledo, chiedeva la compagnia della religiosa perché la consolasse della recente morte del marito don Antonio Arias de Saavedra.
La notte di Natale il provinciale Angelo de Salazar ordinò a Teresa di raggiungerla. Le due donne strinsero un forte legame d'amicizia e lì a Toledo, Teresa ebbe modo di conoscere Maria di Gesù, terziaria, la quale progettava come lei una riforma dei costumi religiosi, «...era donna di grande penitenza ed orazione. Era talmente superiore a me nel servizio di Dio, che davanti a lei mi sentivo piena di vergogna».
Di ritorno ad Avila, giunsero i dispacci col breve pontificio di autorizzazione a fondare il monastero, posto sotto l'obbedienza del vescovo di Avila, Alvaro de Mendoza. I lavori furono così ben presto conclusi e al pian terreno sorse così una piccola cappella con due porte (sormontate una da un'immagine della Vergine Maria, l'altra di San Giuseppe) e una grata doppia che permetteva alle monache di partecipare alla Messa. Il 24 agosto 1562 furono aperte per la prima volta le porte del conventino dove Gaspar Daza accolse e diede l'abito alle prime quattro carmelitane scalze: Antonia de Henao, Maria de la Paz, Ursula de Revilla y Alvarez, Maria de Avila.
Non trascorsero neppure sei ore che una lettera annunciò a Teresa la triste verità: la priora del Monastero dell'Incarnazione ordinava il suo repentino ritorno. Tornata in convento, Teresa si rese ben presto conto che la sua idea di riformare il Carmelo non era certo stata accolta di buon grado dalle consorelle, alcune delle quali avevano formato un vero e proprio gruppo di dissidenti. Dopo un primo colloquio dai risvolti positivi con la priora, Maria Cimbrón, Teresa fu sottoposta a una vera e propria sessione di tribunale monastico, in presenza del padre Angelo de Salazar, padre provinciale dei carmelitani, della priora e delle anziane del convento. I risultati furono incoraggianti per la religiosa, la quale non solo non fu punita ma convinse perfino il sacerdote sulla sincerità delle proprie intenzioni.
Ma i problemi non erano ancora terminati: la stessa città di Avila si schierò apertamente contro la nuova fondazione. Il 25 agosto il governatore, Garcia Suarez de Carvajal, si recò personalmente al monastero con uno squadrone di soldati ordinando alle quattro monache lì presenti di abbandonare immediatamente l'edificio. Vanificato questo primo tentativo, i maggiorenti della città tennero un'assemblea plenaria il 30 agosto seguente e fu solo per intervento del domenicano Domenico Báñez, celebre teologo dell'epoca, che non si passò direttamente all'azione. Nel febbraio 1563 le controversie cominciarono lentamente a placarsi e Teresa ottenne dal padre provinciale il permesso di trasferirsi al monastero di San Giuseppe.
Fino al 1567 ella poté così dedicarsi interamente alla sua opera, scrivendone le costituzioni: secondo la nuova regola la giornata cominciava in coro, alle cinque nell'estate e alle sei nell'inverno e si prolungava fino alle undici di sera; dopo una prima ora di preghiera in coro vi era la recita dell'ufficio, seguiva la refezione alle dieci, alle due i vespri, alle sei la compieta, quindi le monache si ritiravano nella propria cella per pregare o lavorare. In quegli anni ella concluse, verso il 1565, la redazione della propria Autobiografia e poco dopo il Cammino di perfezione, libro di formazione spirituale per le proprie consorelle. Nel 1567 la visita del generale dell'ordine carmelitano, Giovanni Battista Rossi di Ravenna, aprì un nuovo capitolo nella vita di Teresa e nello sviluppo della Riforma: le veniva concessa la facoltà di fondare altri monasteri di scalze nella provincia di Castiglia.

### Prime fondazioni

#### Medina del Campo

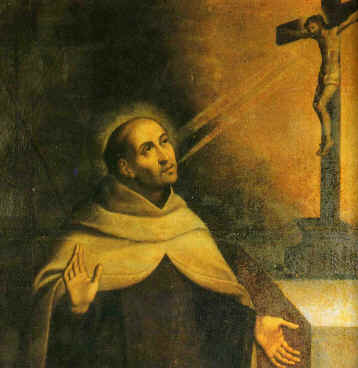
Giovanni della Croce

Con l'aiuto dei padri gesuiti, particolarmente del padre Baltasar Alvarez, un tempo suo confessore, ella riuscì a ottenere i permessi del vescovo di Salamanca, alla cui diocesi apparteneva Medina del Campo, e così fondare un primo monastero riformato il 15 agosto. Furono destinate ad esso sei monache: Isabella Arias, Teresa de Quesada, Inés Tapia, Anna de Tapia dal monastero dell'Incarnazione e Maria Battista e Anna de los Angeles da quello di San Giuseppe. Dopo un viaggio sui carretti, nei quali la vita monastica era rispettata coi suoi orari e i suoi momenti di preghiera, durante una sosta ad Arévalo, cominciarono i primi guai: Alfonso Alvarez, il quale aveva pattuito l'affitto della casa per la imminente fondazione, ritirava all'improvviso la proposta. Due giorni prima della data stabilita per la fondazione giunse finalmente la soluzione: donna Maria Suarez offriva uno dei suoi caseggiati.
Giunte lì a tarda notte, dopo un chiassoso ingresso in città in mezzo a una folla accorsa per assistere all'arrivo dei tori per la corrida dell'indomani, Teresa e le sue monache raggiunsero finalmente la piccola casa che, in una sola notte di lavori, si tramutò in un vero e proprio monastero cosicché la mattina seguente fu possibile celebrarvi Messa. Solo successivamente, a causa del grado fatiscente del caseggiato, fu necessario il trasferimento in un nuovo edificio, alla Plaza Mayor, per donazione del mercante Blas de Medina.
Fu lì che la Riforma carmelitana si estese anche al ramo maschile: durante un colloquio col priore dei carmelitani calzati di Medina, padre Antonio de Heredia, sorse in entrambi questo desiderio. Padre Antonio stesso e un giovane carmelitano, studente all'Università di Salamanca, Giovanni di San Mattia (colui che successivamente avrebbe assunto il celebre nome di Giovanni della Croce) sarebbero stati i primi carmelitani scalzi.

#### Malagón e Río de Olmos
Ospite a Madrid di donna Leonor de Mascarenas, educatrice del re Filippo II e successivamente del figlio di questi Carlos, Teresa divenne nota e stimata a corte dallo stesso sovrano e dalla sorella Giovanna e su incarico della nobildonna s'impegnò a risistemare lo stato interno del monastero dalla stessa fondato, a opera della terziaria Maria di Gesù (già conosciuta da Teresa), de la Purisima Concepcion de la Imagen. È stato scritto come Filippo II e Santa Teresa abbiano rappresentato i due poli antagonisti della ragione e della passione spagnola.
Qualche mese dopo eccola intenta a due nuove fondazioni di scalze, a Malagón, dove stese il contratto con donna Luisa de la Cerda, donatrice del monastero, il 30 maggio 1568, e a Rio de Olmos, con l'aiuto di Maria e Bernardino de Mendoza, fratelli del vescovo di Avila, il 3 febbraio 1569.
Nello stesso periodo cominciarono a sorgere anche i primi eremi di carmelitani scalzi, a opera di Antonio di Gesù e Giovanni della Croce, a Duruelo il 17 novembre 1568, e a Mancera, in una cappella che custodiva un'antica immagine della Vergine Maria, l'11 giugno 1570.

#### Toledo
Nel 1569 ecco giungere una nuova proposta: il mercante Martino Ramirez chiedeva la fondazione d'un monastero di scalze a Toledo. Prima di morire fece suoi esecutori testamentari il fratello Alfonso e il genero di lui Diego Ortiz con l'incarico di lasciare tutto il suo ingente patrimonio al Carmelo riformato. Ma proprio costoro sembravano impedire l'opera prolungando a loro favore le trattative con Teresa, giunta a Toledo il 24 marzo, ma non solo: anche l'amministratore apostolico Gomez Tello Giron, succeduto al precedente arcivescovo Bartolomeo Carranza, morto sotto accusa di eresia, negava ogni permesso di fondazione.
Teresa si vide dunque costretta a chiedere udienza al vescovo e a spiegare personalmente le proprie ragioni. Convinto della sua buona fede questi le diede la necessaria approvazione, con molta difficoltà venne trovata la casa e risistemata perché fosse un degno monastero. Ma i problemi non erano ancora terminati: in assenza del vescovo Giron, il consiglio ecclesiastico della città intimò alla fondatrice di non far celebrare Messa, pena la scomunica. «Si riuscì a calmarli- ricorda la stessa- perché la cosa era già fatta, altrimenti, chissà quanti guai avremmo avuto?».
Infine la fondazione poté concludersi serenamente e lo stesso Alfonso, fratello del defunto Martino Ramirez, si prodigò perché alle monache non mancasse nulla del necessario, sua figlia Francesca ottenne il patronato sulla cappella maggiore perché fosse consentita la traslazione in chiesa della salma del defunto benefattore.

#### Pastrana

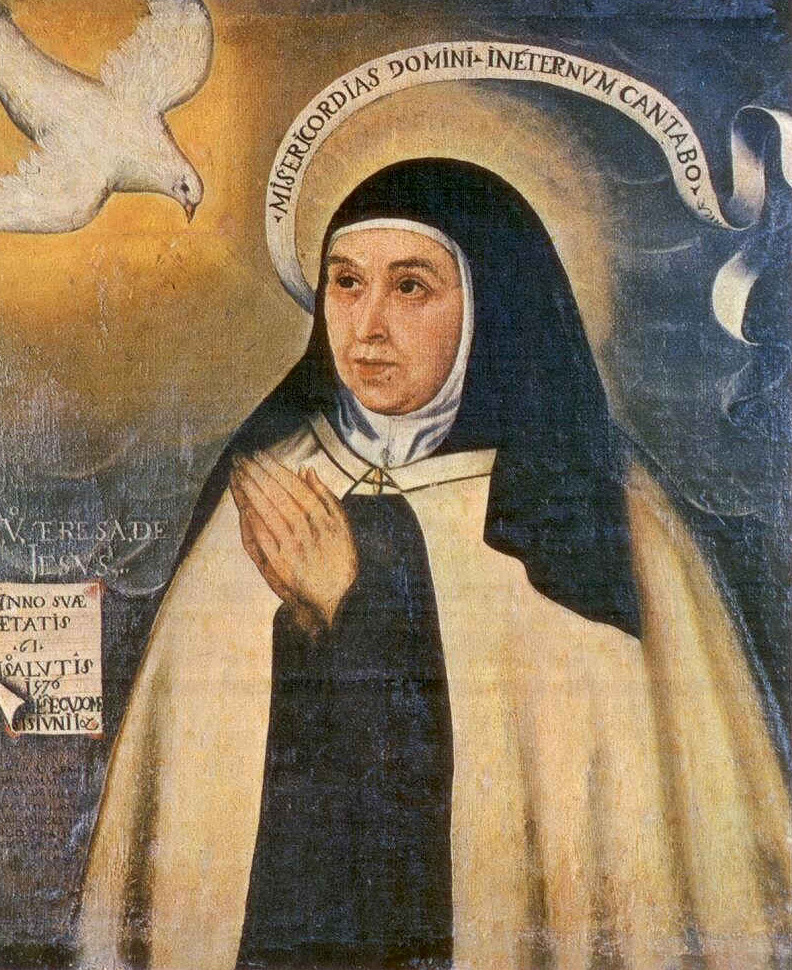
Il ritratto dal vero di Teresa di Gesù eseguito nel 1576 da Giovanni della Miseria

Il 28 maggio 1569 ecco giungere un nuovo invito: la principessa d'Eboli, Anna de Mendoza y la Cerda, moglie di Ruy Gomez, influentissimo ministro alla corte reale, principe di Eboli, duca di Estremera e Pastrana nonché ministro delle finanze, desiderava una fondazione di scalze nel proprio feudo. Dopo un primo periodo di titubanza, data l'influenza del principe presso il re, consigliata dal suo stesso direttore spirituale, Teresa decise di partire.
Durante il tragitto, in visita a Madrid presso donna Leonora de Mascarenas conobbe l'eremita Mariano de Azaro, italiano di Bitonto, figura di eccezionali capacità: teologo e dottore in diritto canonico, partecipante al concilio di Trento, maggiordomo della regina di Polonia, soldato dell'esercito di Filippo II, geometra e idraulico perfino, fu incaricato dal re di rendere navigabile il Guadalquivir da Cordova a Siviglia nonché di costruire un grande canale di bonifica ad Aranjuez. Teresa lo conobbe dopo la conversione nelle vesti di eremita, desideroso anche lui di unirsi alla nascente riforma insieme al compagno Giovanni Narducci, abruzzese, un tempo suo servitore (resterà celebre per averci lasciato l'unica effigie di Teresa ancora vivente nel 1576, quando ella aveva all'incirca una sessantina d'anni). Entrambi avrebbero fondato, insieme alla riformatrice, un monastero di carmelitani scalzi nella stessa Pastrana.
Giunta finalmente lì e cominciati i lavori di restauro della casa per le monache, Teresa si rese ben presto conto delle difficoltà di relazione con la benefattrice, la principessa d'Eboli, tanto da sembrare già decisa a tornare indietro e abbandonare l'opera iniziata. Fu il principe Ruy Gomez stesso a sedare la contesa. Il 13 luglio dello stesso anno anche gli scalzi fondarono il loro monastero sulla collina di San Pedro nella cosiddetta "Palomar", colombaia, dove Mariano de Azaro e Giovanni Narducci, ai quali si unì Baltasar di Gesù, presero dimora.

#### Le città universitarie: Alcalá e Salamanca
Teresa e Giovanni della Croce, figli dell'intenso periodo di contese intellettuali e teologiche della Controriforma, stabilirono che anche gli scalzi avrebbero dovuto approfondire i propri studi e non soltanto la vita di contemplazione, della quale peraltro Giovanni della Croce s'era fatto custode e direttore. Per questo fu installato un collegio di riformati nella città universitaria di Alcalá de Henares, perché i giovani scalzi prendessero parte alle lezioni.
Il gesuita Martino Gutierrez spinse la riformatrice a un'ennesima fondazione nella celebre Salamanca dove ella giunse il 31 ottobre sofferente a causa dell'acutissimo freddo trovato nel tragitto. La casa ad esse destinata era però già occupata da un gruppo di studenti che dopo diverse lotte lasciarono l'edificio per sistemarsi in altro alloggio. La festa d'Ognissanti dello stesso anno il monastero vide la luce.

#### Alba de Tormes
Furono i coniugi Francesco Velasquez e Teresa de Layz a chiedere questa nuova fondazione di scalze alla riformatrice mentre ancora ella si trovava a Salamanca. I lavori si conclusero il 25 gennaio 1571 con una messa solenne.

### Priora dell'Incarnazione
In seguito alle contese susseguenti all'elezione della nuova priora di Medina, il padre provinciale dei carmelitani, Angelo de Salazar, diede ordine a Teresa di interrompere i suoi viaggi e tornare al monastero di San Giuseppe d'Avila. Ma questo periodo di pace fu alquanto breve: la priora scelta per il monastero di Medina, Teresa de Quesada, carmelitana mitigata, non era riuscita a sostenere l'arduo compito di governo. De Salazar scelse per questo incarico, lasciato sospeso, la stessa Teresa che dovette così nuovamente mettersi in viaggio per raggiungere Medina.
Ma ecco all'improvviso profilarsi un nuovo, e ben più gravoso, compito: il padre provinciale e il visitatore apostolico la nominavano priora dell'Incarnazione, il monastero nel quale ella era entrata ancora fanciulla e che aveva abbandonato per dar vita all'opera della Riforma. Le sue vecchie consorelle non avevano accettato la sua decisione e ben centotrenta monache decisero di opporsi perché la nuova priora non prendesse possesso della carica. Il 6 ottobre il corteo che avrebbe accompagnato Teresa all'Incarnazione e di cui faceva parte lo stesso De Salazar venne letteralmente assalito all'ingresso dalle religiose del monastero. Fu necessario introdursi per una porta laterale e solo l'intervento delle monache favorevoli alla nuova priora riuscì ad acquietare gli animi delle ribelli.
Al suo ingresso Teresa compì un gesto simbolico (porre sul seggio destinato a lei un quadro della Vergine Maria) ed espose il suo programma con parole accalorate che convinsero le oppositrici della sua buona volontà. Ella stessa, come testimoniarono le sue consorelle, preferì insegnare con l'esempio anziché con gli ordini, cercando quanto possibile di far conservare al monastero il maggior raccoglimento, con la proibizione ad esempio nella quaresima del 1572 di visite alle religiose. Si adoperò particolarmente per le ammalate, pur essendo personalmente molto sofferente, e per la cura della vita spirituale affidata al nuovo confessore, da lei stessa scelto, Giovanni della Croce, giunto lì nel settembre del 1572, in compagnia di Germano di San Mattia. Prima che il triennio di priorato scadesse Teresa dovette però lasciare l'incarico per riprendere i suoi viaggi.

### Nuove fondazioni; la fuga dal monastero di Pastrana

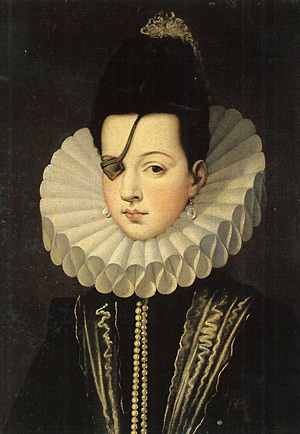
La principessa d'Eboli, Anna de Mendoza

Nel 1573 Teresa si diresse nuovamente verso Salamanca, a motivo di un trasferimento di alcune monache, già lì precedentemente introdotte, dal primo monastero a un'altra abitazione. Giunte a Salamanca il trasferimento delle religiose ebbe luogo il 29 settembre 1573.
Dopo una breve sosta ad Avila, fra il monastero dell'Incarnazione e quello di San Giuseppe, Teresa decise di andare verso Segovia per fondarvi una nuova casa su richiesta di donna Anna Jimenez, fondazione avvenuta solo dopo una lunga contesa col vicario generale della diocesi, risentito per non essere stato consultato riguardo all'avvenimento: questi aveva posto perfino una guardia a sorvegliare l'ingresso perché nessun sacerdote entrasse per celebrarvi messa e fu solo dopo un atto notarile, che certificava l'autorizzazione del vescovo, monsignor de Covarrubias, a fondare una nuova casa, che il vicario si acquietò.
Ma la situazione per la Riforma s'aggravò con la morte, il 29 luglio 1573, di Ruy Gomez, benefattore con la moglie Ana de Mendoza, Principessa di Eboli, dei monasteri di Pastrana. La vedova aveva difatti deciso, dopo i funerali del marito, di farsi carmelitana e chiudersi nella clausura dei monasteri del suo feudo. La madre superiora Isabella di San Domenico vide pian piano stravolta la tranquilla vita delle consorelle: la nuova entrata voleva a suo fianco la madre, non esitò a far aprire la clausura per ricevere le condoglianze del governatore, del vescovo e di altri notabili del paese e si impose perché facessero ingresso fra le novizie due sue favorite. La sua reclusione durò poco tempo e in breve Anna de Mendoza tornò al suo palazzo ma, irritata dal comportamento della madre superiora che, per il rispetto della regola, non le aveva concesso di buon cuore simili intrusioni, decise di sospendere il censo annuo delle monache, condannandole ad elemosinare. Teresa si avvide ben presto che Pastrana non era più luogo per le sue monache e organizzò una fuga clandestina, certa che la principessa d'Eboli non avrebbe mai permesso una simile opposizione. Era già stata preparata per loro una nuova casa a Segovia quando Anna de Mendoza venne a scoprire tutto e, con l'aiuto dell'amministratore cittadino, circondò di guardie il monastero perché nessuno potesse uscirvi. Dopo ripetuti tentativi anch'ella dovette però arrendersi e, nella mezzanotte, le monache poterono così finalmente andare via dal monastero per trasferirsi nella nuova casa di Segovia.
Nuova breve sosta ad Avila e nuova partenza, verso Beas de Segura per una fondazione richiesta dalle due sorelle Caterina Godinez e Maria de Sandoval, entrambe giovanissime e orfane, decise per la vocazione sin dalla fanciulezza. Anche qui non mancarono le difficoltà a causa dell'indisposizione dei Commendatori di Santiago, proprietari di Beas, i quali s'erano mostrati contrari a fondazione di ordini diversi dal loro. Fu l'intervento di Filippo II in persona, grande stimatore della Riforma teresiana, a far tacere ogni voce avversa all'opera.

### La grande contesa fra scalzi e calzati
Cominciavano a sorgere dissapori fra i carmelitani della prima riforma, in seguito definiti "calzati", e quelli introdotti da Teresa. La fondazione di Beas fu motivo di discordia, in quanto Teresa aveva ricevuto permesso di fondare monasteri in Castiglia, mentre Beas si trovava in Andalusia, come dovette scoprire qualche giorno dopo. Anche il ramo maschile venne accusato di aver inglobato una casa nella provincia calzata di Siviglia con la fondazione, presso il porto della stessa, d'un nuovo monastero, la Madona de los Remedios, a opera del padre Jerónimo Gracián, il quale si avvalse della propria autorità di visitatore apostolico. Nel frattempo, tuttavia, il papa Gregorio XIII, su influenza del padre Rossi (generale dell'ordine carmelitano), aveva qualche mese prima dell'ultima fondazione, il 13 agosto 1573, revocato il potere concesso ai suddetti commissari apostolici.
Intervennero sulla questione anche il re in persona e il nunzio presso la corte di Madrid, monsignor Ormaneto, riunendo un consiglio particolare il quale stabilì di favorire la riforma di Teresa. Per questo Gracián ottenne nuovamente l'autorità di visitatore apostolico sia per gli scalzi che per i calzati, nomina per la quale era necessario un suo viaggio a Madrid, durante il quale conobbe personalmente Teresa invitandola a fondare una nuova casa di scalze in Siviglia sebbene elle sembrasse inizialmente intenzionata a fondare un monastero a Madrid.

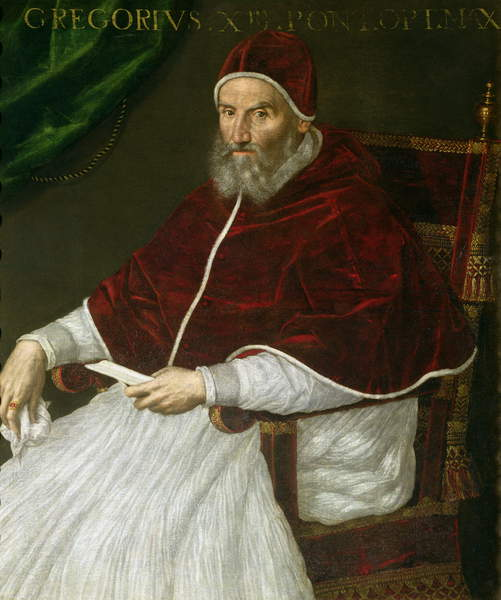
Papa Gregorio XIII

Il viaggio fu abbastanza periglioso per madre Teresa, la quale in quei giorni era oppressa da dolorosi attacchi di febbre. Il caldo contribuì a peggiorare la sua situazione fisica, e al Guadalquivir rischiarono di perdere i carri durante la traversata del fiume. Giunti in città, l'opposizione da parte dell'arcivescovo, don Cristoforo de Royas Sandoval, dovette ritardare la fondazione, provocando ulteriori difficoltà alle monache. La situazione cominciò a migliorare con l'interessamento di donna Leonora de Valera e dello stesso arcivescovo che, dopo un colloquio personale con Teresa e le sue compagne, divenne favorevole al nuovo ordine.
Ma una nuova tempesta sopravvenne dopo l'uscita dal monastero di una novizia che, non avendo accettato l'austera vita delle monache, decise per vendetta di denunciarle al tribunale dell'Inquisizione. Si susseguirono gli interrogatori ma infine sia le religiose che la fondatrice, assolta dopo anni da alcune accuse sorte nel suo soggiorno a Pastrana dalla principessa d'Eboli, furono giudicate innocenti. Ancora mancava la casa. Grazie all'arrivo del fratello di Teresa, Lorenzo de Cepeda, tornato dalle Americhe, fu possibile trovare un alloggio per le monache. La fondazione di Siviglia ebbe luogo, così, il 3 giugno 1576.
Terminata un'altra fondazione, il 18 dicembre 1575, a Caravaca, ecco Teresa fronteggiare il drammatico susseguirsi di eventi che avrebbe dato vita alla grande contesa fra scalzi e calzati. Gli ordini possedevano entrambi potenti alleati, per gli Scalzi il nunzio Ormaneto mentre per i Calzati il padre Rossi, generale dell'ordine, nonché due diversi visitatori apostolici, gli uni Gracián gli altri Tostado. Quest'ultimo  si adoperò, particolarmente dopo la morte di Ormaneto, per fermare l'avanzata di quelli che definiva propri nemici e ribelli: Teresa si ritrovò ben presto costretta a rimanere reclusa nel monastero di Toledo da dove non interruppe i propri contatti epistolari per la difesa delle fondazioni, Giovanni della Croce venne catturato in un agguato dagli stessi calzati all'Incarnazione di Avila e rinchiuso in una piccola cella a Toledo mentre Gracián, Antonio di Gesù e Mariano vennero confinati nel convento di Madrid. Il conflitto sembrava giungesse a una tregua con l'interessamento per la pace del nuovo nunzio, monsignor Filippo Sega, ma la riunione di un capitolo di scalzi ad Almodóvar del Campo il 9 ottobre 1578, disapprovato dalla stessa Teresa, che eresse la riforma a provincia separata facendo di Antonio di Gesù il suo provinciale, condusse nuovamente alla crisi.
I provvedimenti furono severi, il nunzio stesso ordinò che i partecipanti fossero interdetti e gli organizzatori, Gracián, Antonio di Gesù, imprigionati l'uno a Madrid l'altro a San Bernardino. Venne messo in gioco lo stesso re Filippo II, da una parte lo raggiunsero lettere di Teresa dall'altra una visita di monsignor Sega. Fu quest'ultimo stesso a rileggere sotto uno sguardo diverso la vicenda e decidere di adoperarsi perché finalmente gli scalzi fossero esonerati dalla giurisdizione dei calzati e divenissero provincia separata. Furono così inviati a Roma due delegati, Giovanni di Gesù e Diego della Trinità per porre i termini della questione di cui si occupò particolarmente il cardinale Peretti, futuro papa Sisto V. Il 27 giugno 1580 partiva da Roma, col sigillo di papa Gregorio XIII, un breve che sanciva la formazione di una nuova provincia separata, quella degli scalzi, secondo il desiderio di Teresa e dei suoi compagni.

### Le ultime fondazioni e la morte
Nonostante le sofferenze che svilivano il suo corpo, si ricordi ad esempio la rottura del braccio destro a seguito d'una caduta nel dicembre del 1577, Teresa decise di recuperare il tempo che i quattro anni di reclusione le avevano fatto perdere. Visitò dapprima le comunità precedentemente fondate, in compagnia di quella che sarebbe divenuta la sua ultima assistente e segretaria, Anna di San Bartolomeo: Medina del Campo, Valladolid, Alba de Tormes, Salamanca, Malagón.
A Villanueva tramutò in monastero carmelitano una piccola comunità di terziarie, come già atteso da quattro anni dalle stesse, che già seguivano gli insegnamenti della riformatrice sebbene mancassero della dovuta organizzazione. Dopo una crisi sopravvenuta a un crollo fisico a Valladolid, fondò una nuova casa, la Casa della Consolazione a Palencia, il 1º giugno 1580, per rispondere all'iniziativa del vescovo della diocesi che chiedeva un monastero di scalze. Un altro vescovo, monsignor Velazquez, vescovo di Osma richiedeva la sua presenza a Soria, la vedova Beatriz de Beaumont Navarra offriva la casa per la fondazione e la rendita per il sostentamento delle monache.
L'attendevano altre due opere, a Granada e a Burgos. La prima possedeva già un monastero di scalzi, fu Anna di Gesù, priora di Beas, a occuparsi della fondazione e non la stessa Teresa. Prive d'una casa e di mezzi di sostentamento, fino a patire perfino la fame, e con l'arcivescovo contro, si sistemarono in un alloggio momentaneo fin quando non giunse loro il permesso sperato e, con l'ingresso di sei novizie, le loro doti che permisero l'acquisto d'un rifugio adatto. Gli scalzi avevano ormai oltrepassato i confini ispanici per fondare un nuovo monastero a Lisbona e spostarsi da lì verso le terre di missione, quando Teresa si apprestò alla sua ultima opera: Burgos. La benefattrice, Caterina de Tolosa, avrebbe presto offerto alla riformatrice non solo i fondi necessari ma sé stessa e i suoi otto figli, sarebbero tutti entrati nell'ordine carmelitano. La casa nella quale le monache s'installarono, il 19 marzo 1582, era però troppo vicino al fiume e durante una terribile alluvione Teresa e le sue compagne rischiarono seriamente di morire annegate.
Ripartita da lì per assistere alla vestizione della nipote Teresita ad Avila, figlia di suo fratello Lorenzo de Cepeda (morto nel 1581) fu costretta invece, per ordine del padre Antonio di Gesù, in quel momento vicario provinciale della Castiglia, a raggiungere Alba de Tormes per un incontro con la duchessa Maria Enriquez d'Alba. Fu il suo ultimo viaggio. Morì infatti nella notte tra il 4 e il 15 ottobre 1582 (proprio nella notte in cui fu praticato il riallineamento di date tra il vecchio calendario giuliano e quello gregoriano, con sottrazione di 10 giorni) al monastero di Alba de Tormes fra le consorelle, sorretta da Anna di San Bartolomeo (una sua stretta collaboratrice). Il suo corpo riposa ancora oggi nella chiesa dell'Annunciazione in Alba de Tormes.

## Il misticismo

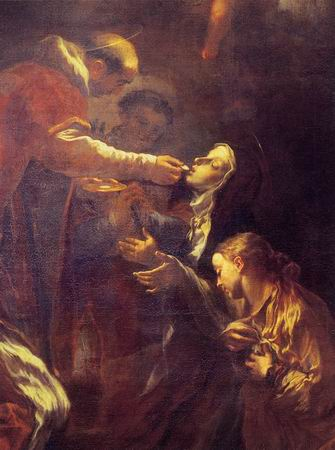
Dipinto realizzato da Livio Mehus raffigurante san Pietro d’Alcantara che comunica santa Teresa d’Avila (1683)

Il nucleo del pensiero mistico di Teresa, individuabile in tutti i suoi scritti, è l'amicizia tra il Signore e la sua creatura.
Secondo l'interpretazione più tradizionale, in non pochi aspetti parziale, l'ascesa dell'anima umana avverrebbe attraverso quattro stadi, (come scritto nella sua Autobiografia, cc. X-XXII):
1. Meditazione od orazione di raccoglimento. Si tratta del "ritiro" dell'anima e delle sue facoltà dall'esterno nell'ascolto della Parola di Dio e, secondo gli usi del tempo, particolarmente nella considerazione della Passione di Gesù.
2. L'orazione di quiete. In questo stadio la volontà umana è rimessa in quella di Dio, mentre le altre facoltà, quali la memoria, l'immaginazione e la ragione, non sono ancora sicure a causa della distrazione mondana. Nonostante una piccola distrazione possa essere provocata dalla ripetizione di preghiere o dalla composizione di scritti, lo stato prevalente è ancora quello della quiete.
3. L'orazione di unione. La presenza dello Spirito attrae in sé la volontà e l'intelletto, in un dono reciproco tra il Signore e la creatura, mentre rimangono "libere" solo l'immaginazione e la memoria. Questo stadio è caratterizzato da una pace beata, una sorta di consapevole consegna all'amore di Dio.
4. Estasi. Quando tutta la vita è trasformata da questa esperienza, si compie l'unione, di cui l'estasi non può che essere la conclusione assieme naturale, perché vissuta da Teresa in corpore vili, come si affretta a spiegare non senza ironia a più riprese, sia sovra-naturale.

### Un'interpretazione psichiatrica
Sono state avanzate interpretazioni, da un punto di vista laico e psichiatrico, secondo cui gli stati di estasi della Santa potrebbero essere intesi come una fantasia vivida nella mente di una giovane particolarmente sensibile, uno stato d'animo alterato che fa confondere una fantasia autoerotica o sessuale per un incontro divino. Tale considerazione si basa sull'interpretazione delle parole della stessa Teresa d'Avila:
(Santa Teresa d'Avila, Autobiografia, XXIX, 13)
Altri autori interpretano invece il passaggio come la descrizione del fenomeno della transverberazione.

## La questione delle estasi e l'inquietudine intellettuale
Dal Medioevo, in sintonia con la devotio moderna, era convinzione diffusa che un intenso percorso spirituale, prima o poi, non potesse essere estraneo ad una qualche manifestazione esteriore, temuta ma attesa come sigillo di un intervento divino. Nel contesto cinquecentesco visioni e rivelazioni erano parte integrante della vita religiosa. Un contesto in cui il visionario è presenza ordinaria nella società le sue funzioni, in un certo qual modo, vengono a sovrapporsi, anche se non a confondersi, con la mediazione istituzionale offerta dal clero.
Occorre ricordare poi che le donne, dopo il concilio di Trento, non potevano certo parlare in pubblico di temi teologici, tanto meno commentare la Scrittura. Non potevano studiare teologia, riservata ai presbiteri. Conclusione: forse solo attraverso un segno dall'alto, come le "estasi" (che potevano avere una qualche componente psicologica), era possibile salvaguardare le donne da un facile incontro con i tribunali dell'Inquisizione, ma ciò non le esonerava da numerosi interrogatori e verifiche della genuinità delle loro esperienze. A maggior ragione quando si trattava di una donna fondatrice anche di ordini religiosi.
Si fa fatica ad ipotizzare un'espressività al femminile, in contesti cinquecenteschi, del tutto aliena da una certa esuberanza emotiva. Solo rari autori, come Giovanni della Croce, avrebbero chiaramente scritto e predicato che le estasi non sono affatto essenziali per una seria avventura spirituale.
D'altra parte non si può dimenticare che una ricca efflorescenza anche esteriore è segno, per molti aspetti iniziale, «...del contraccolpo emotivo (transitorio e accidentale, ma quasi inevitabile) dell'esperienza contemplativa sulla dimensione psicologica e psicosomatica dell'esistenza.».
Infine, non bisogna dimenticare che proprio Teresa d'Avila dichiarò che nella maturità spirituale le "estasi" scompaiono, in quanto un'autentica esperienza spirituale consente di pervenire a un miglior equilibrio psicologico, capace di integrare, gradualmente, affettività e ragione, corpo e psiche. L'equilibrio psicologico si associa più o meno direttamente in Santa Teresa anche alla teoria dei quattro umori e alla loro armonia come indice di sanità (teoria attribuita a Ippocrate e prevalente nell'antichità e nel Medioevo), quindi all'umorismo considerato questo pensiero: "Liberami, o Signore, dalle sciocche devozioni dei santi dalla faccia triste". Ma è senz'altro limitativo descrivere l'esperienza estatica come una mera integrazione di stati d'animo e Il castello interiore come una summa del percorso mistico della santa. Produzione intellettuale e esperienza mistica procedono, per tutta la vita di Teresa, di pari passo. Sarebbe erroneo e ingeneroso sostenere che le estasi siano un'intemperanza giovanile. Analizzando più da vicino i nuclei basilari della simbolizzazione teresiana, gli assi tematici di ognuna delle Mansioni, l'itinerario lessicale dell'interiorizzazione, appare chiaro che l'autrice volesse tracciare per il lettore, con una lucidità che non lascia spazio al deliquio, il cammino per la costruzione simbolica dell'interiorizzazione stessa. In questo percorso vengono evidenziati gli elementi dottrinali basilari, nei quali si relazionano necessariamente i due protagonisti: Dio e l'essere umano. Dio che vive ed agisce, e si comunica interiormente.
La vita spirituale di ciascuno è concepita come «un castello tutto di diamanti e vetri chiari, in cui ci sono tante stanze, così come nel cielo ci sono tante dimore»; per raggiungere la definitiva unione con Dio, l'anima umana dovrà percorrere le sette stanze del castello. Immagine, quella del castello, di non difficile derivazione se si ricordano i tanti anni che Teresa trascorse in clausura ad Avila, città della Vecchia Castiglia, terra di castelli.
L'essere umano (l'anima) come scenario e protagonista dell'avventura spirituale. E l'orazione, che è il ponte di comunicazione tra Dio e l'anima. Da qui scaturisce l'idea, il concetto di "Mansione” (stanza). Prescindendo dalla comprensione del castello in cui si possono trovare, vedere, visitare e percorrere diverse stanze - in un processo comune alla cinquecentesca "arte della memoria", che poi sarà ampiamente sfruttata da Giordano Bruno - sale, soggiorni e Mansioni, è da tener sempre presente che è l'anima quella che ha in se stessa le diverse o differenti Mansioni, che le possiede in sé; è lei ad essere ripartita in sette Mansioni, e senza pregiudizio le sette Mansioni possono trasformarsi in settanta volte sette, cioè, in innumerevoli.
Da quanto Teresa ci lasciò scritto in Fondazioni (14,5), risulta chiaro questo aspetto: «quanto meno godremo in questo mondo, tanto maggiore sarà il nostro gaudio nell'aldilà, dove le Mansioni saranno in proporzione dell'amore con cui avremo imitato la vita del nostro buon Gesù.» Questo "aldilà" le è già molto presente nel momento in cui comincia a scrivere: "Dove ci sono molte stanze, come nel cielo ci sono molte Mansioni" (1M 1,1). Qui l'autrice riecheggia il passo evangelico, anche senza che sia esplicitamente citato: "Nella casa di mio Padre ci sono molte dimore" (Gv 14,2).

## Culto

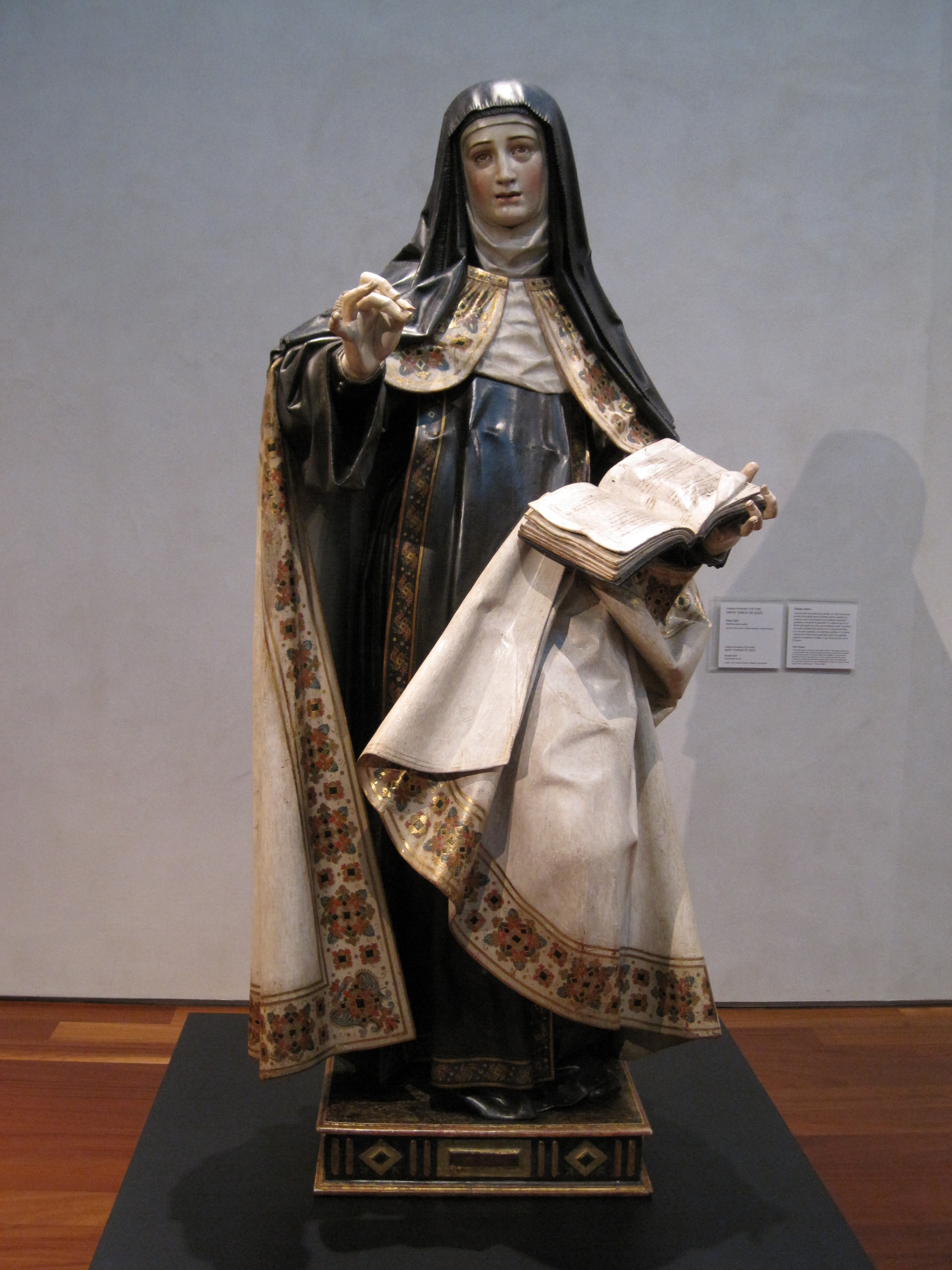
Statua lignea di Santa Teresa, opera di Gregorio Fernández, 1625

Anche il corpo di Santa Teresa, così come per quello di altri santi, fu oggetto di attenzioni, vi fu un vero dissidio per accaparrarsi i suoi resti mortali. Nove mesi dopo la scomparsa, la sua bara fu riaperta e la salma ritrovata incorrotta. Le fu quindi tagliata una mano perché fosse venerata anche dalle consorelle del primo monastero da lei fondato, San Giuseppe ad Avila.
Vi fu in séguito la spartizione delle reliquie, ancora oggi conservate: il piede destro e una parte della mascella a Roma, la mano sinistra a Lisbona, quella destra a Ronda (Spagna), fu proprio questa la reliquia che Francisco Franco, dittatore spagnolo, strappò alle suore carmelitane conservandola fino al giorno della sua morte. Il corpo, da cui è stato peraltro estratto il cuore (ben visibile in un reliquiario al museo della chiesa di Alba de Tormes), è ancor oggi conservato sull'altare maggiore della stessa chiesa.
Definita dalla Chiesa "vergine serafica", "santa dall'eminente dottrina" beatificata il 24 aprile 1614 da papa Paolo V, fu canonizzata quarant'anni dopo la morte, il 12 marzo 1622, da papa Gregorio XV, insieme ad altre grandi figure del periodo della Controriforma quali Ignazio di Loyola, Francesco Saverio e Filippo Neri. Le Corti Generali (il Parlamento spagnolo) l'acclamarono patrona nel 1617. Le sue opere mistiche influenzarono molti scrittori successivi, tra cui Francesco di Sales. Teresa d'Avila fu proclamata solennemente Dottore della Chiesa da papa Paolo VI il 27 settembre 1970. Fu la prima donna a ricevere tale titolo, fino ad allora concesso soltanto a uomini. La seguiranno santa Caterina da Siena la settimana successiva, Teresa di Lisieux (1997), carmelitana scalza come lei, e Ildegarda di Bingen (2012).
È patrona degli scrittori assieme agli evangelisti San Luca e Giovanni Apostolo, a Cassiano di Imola e Francesco di Sales
(Dall'omelia di papa Paolo VI il giorno della proclamazione di S. Teresa d'Avila dottore della Chiesa)
Il 28 luglio 2024 è stata effettuata la ricognizione canonica del corpo della santa, esame che visivamente ha mostrato delle condizioni pressoché identiche a quelle scattate in una foto risalente al 1914. Secondo il postulatore generale dell’Ordine, «le parti esposte, che sono il viso e il piede, sono le stesse del 1914. Non c’è colore della pelle, perché la pelle è mummificata, ma si vede, soprattutto al centro del viso. I medici esperti vi scorgono in modo chiaro il volto di Teresa».
Per la terza volta in quattro secoli dalla sua morte, il corpo è stato esposto alla pubblica venerazione nella basilica in cui è stato sepolto, ed è visibile fino al 25 maggio 2025.

## Le stimmate nel cuore

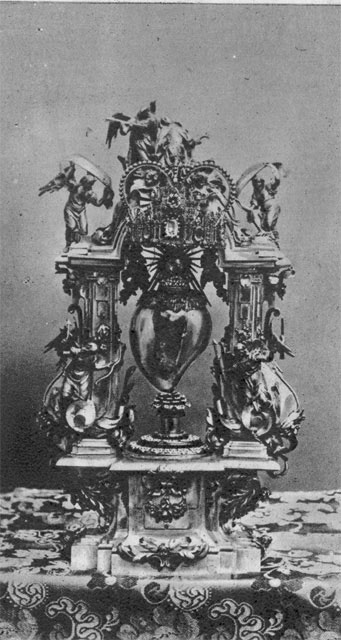
Reliquia del cuore di santa Teresa d'Avila custodita presso i carmelitani di Alba de Tormes (Salamanca)

Il cuore della santa è conservato in una teca ad Alba de Tormes, in Spagna, dove è possibile osservare delle ferite. Dopo la sua morte, sottoposta ad autopsia, fonti del tempo sostengono avvenne un evento miracoloso: si dice che, estrattole il cuore, furono osservate proprio le cinque ferite che ella aveva descritto, attribuite secondo la chiesa alla transverberazione di cui una di dimensioni superiori ai 5 centimetri.

## Opere

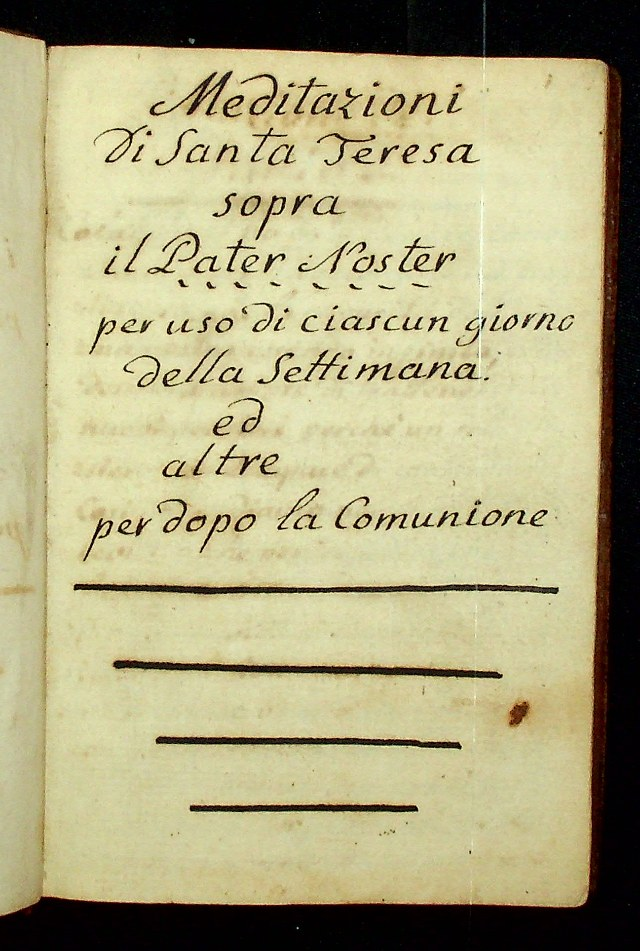
Meditazioni di santa Teresa sopra il Pater Noster per uso di ciascun giorno della settimana ed altre per dopo la Comunione, ms. A.A.10, Biblioteca provinciale dei Carmelitani scalzi

Gli scritti di Teresa, dal chiaro indirizzo didattico, sono tra i più significativi della cultura della Chiesa cattolica. Esistono 342 lettere complete e 87 frammenti di altre. La prosa e le poesie della santa sono caratterizzate da spontaneità, eleganza stilistica e forza espressiva, facendola figurare tra i più importanti prosatori della letteratura ispanica.
- Relaciones, 1560-1581. [racconto epistolare delle sue esperienze interiori ed esterne]
- Libro de las constituciones, 1563.
- Vida [Vita, scritto per obbedienza]
- Camino de perfección, 1566-1567. [scritto per obbedienza]
- Libro de las fundaciones, 1573-1582.
- El Castillo interior o Las Moradas, 1577. [Castello interiore],
- Vejamen, 1577.
- Relazioni
- Exclamaciones del alma a su Dios [Esclamazioni dell’anima a Dio]
- Conceptos del amor de Dios [Pensieri sull’amore di Dio...sopra alcune parole del Cantico dei cantici]
- Constituciones de 1567 [Costituzioni del 1567]
- Modo de visitar los conventos de religiosas, 1576 [Come visitare i monasteri]
- Respuesta a un desafío [Risposta a una sfida]
- Meditazioni sopra il Pater Noster, per uso di ciascun giorno della settimana ed altre per dopo la comunione
- Poesie

Tutte le opere di Teresa d'Avila sono oggi raccolte in:
- Obras completas, septima edicion preparada por Tomas Alvarez, Burgos, Ed. Monte Carmelo, 1994.

In italiano con testo originale a fronte in:
- Tutte le opere, Milano, Bompiani Il pensiero occidentale, 2018. ISBN 978-88-452-9822-6.